# Humanismo en España

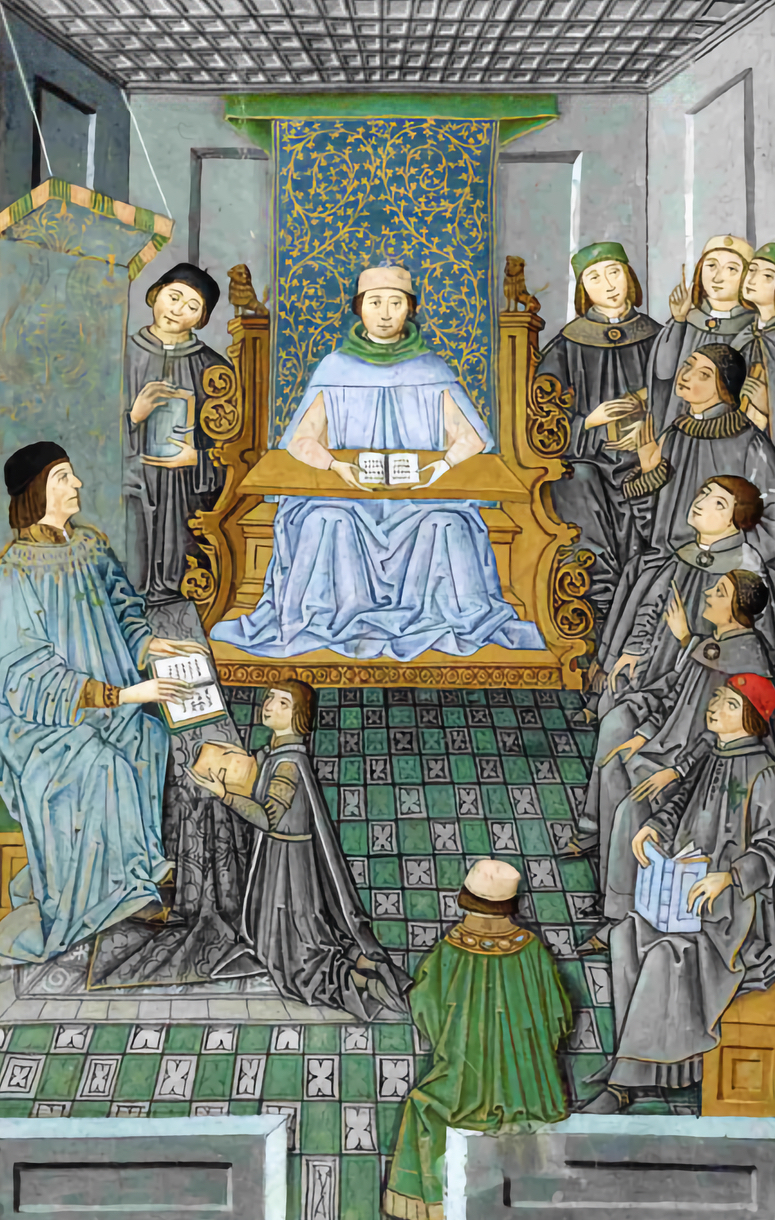
Antonio de Nebrija impartiendo una clase de gramática. Ilustración de las Introducciones latinas, 1481.

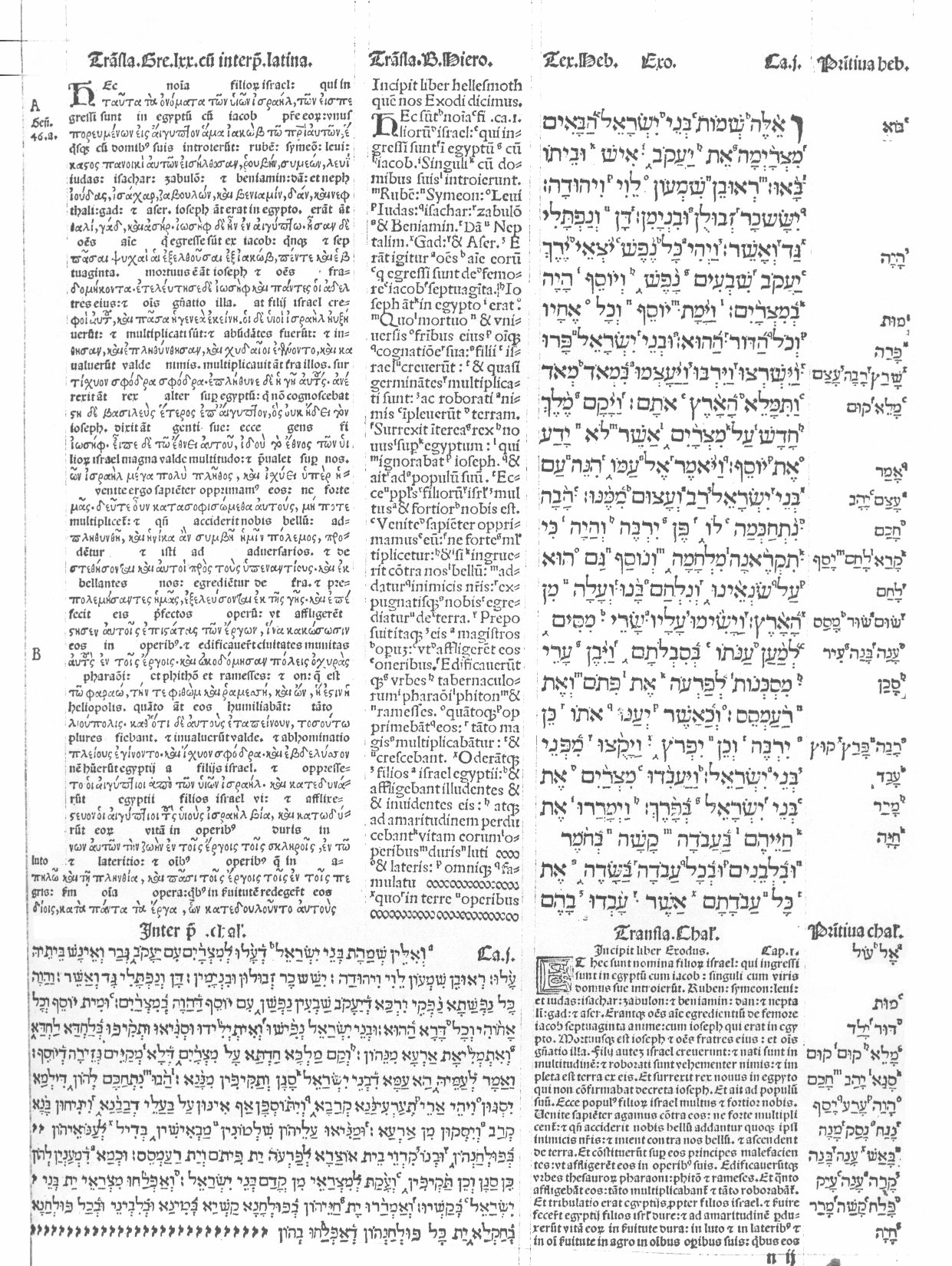
Página de la Biblia políglota complutense, con versiones en latín, griego, hebreo y arameo. Fue un proyecto patricinado por el Cardenal Cisneros y la Universidad complutense. La obra se publicó en 1520.

El humanismo en España tuvo un gran desarrollo y constituye el antecedente más inmediato del Siglo de Oro de su cultura. El humanismo llegó desde Italia coincidiendo con el inicio de la Edad Moderna, aunque algunas de las características del humanismo español pueden rastrearse a lo largo de todo el siglo XV. 

## Historia
La consolidación del humanismo se produjo gracias a la labor de importantes figuras como Antonio de Nebrija, que logró renovar los métodos de enseñanza de las lenguas clásicas en España y publicó una Gramática castellana en 1492; hubo además un importante círculo de erasmistas en la corte del rey Carlos I, principalmente los hermanos Alfonso y Juan de Valdés; Juan Luis Vives, que desarrolló casi toda su labor fuera de España, a causa de sus orígenes judeoconversos; Pedro Simón Abril, gran traductor sobre todo de las grandes obras de Aristóteles; Juan Ginés de Sepúlveda, defensor de una de las ramas del humanismo, el maquiavelismo político, o el dominico Fray Bartolomé de las Casas, gran impulsor de los derechos humanos. 
No menor importancia tuvieron Fernán Pérez de Oliva, autor de un Diálogo de la dignidad del hombre, y su sobrino el historiador Ambrosio de Morales; Fernando del Pulgar, autor de semblanzas y de unas famosas Letras o epístolas; el cronista Alfonso de Palencia; Juan de Mal Lara, que se interesó por la paremiología; Juan Huarte de San Juan, médico y creador de la caracteriología, Juan de Lucena, Alonso Ortiz y, entre los antiaristotélicos, los dos Francisco Sánchez, el Brocense y el Escéptico. También hubo humanistas de sexo femenino (el humanismo combatía la misoginia medieval): Luisa Sigea y Oliva Sabuco. Y, último pero no menos importante, Alfonso García Matamoros, que escribió una clásica apología del Humanismo español en su Pro adserenda hispanorum eruditione.
Uno de los hitos del humanismo español fue la elaboración de la Biblia políglota complutense por iniciativa del cardenal Cisneros entre 1502 y 1517. Se trataba de una edición de la Biblia que reunía versiones en hebreo, griego y arameo, además del canónico texto de la Vulgata en latín.